# Кыдырбек, Балнур Балгабековна

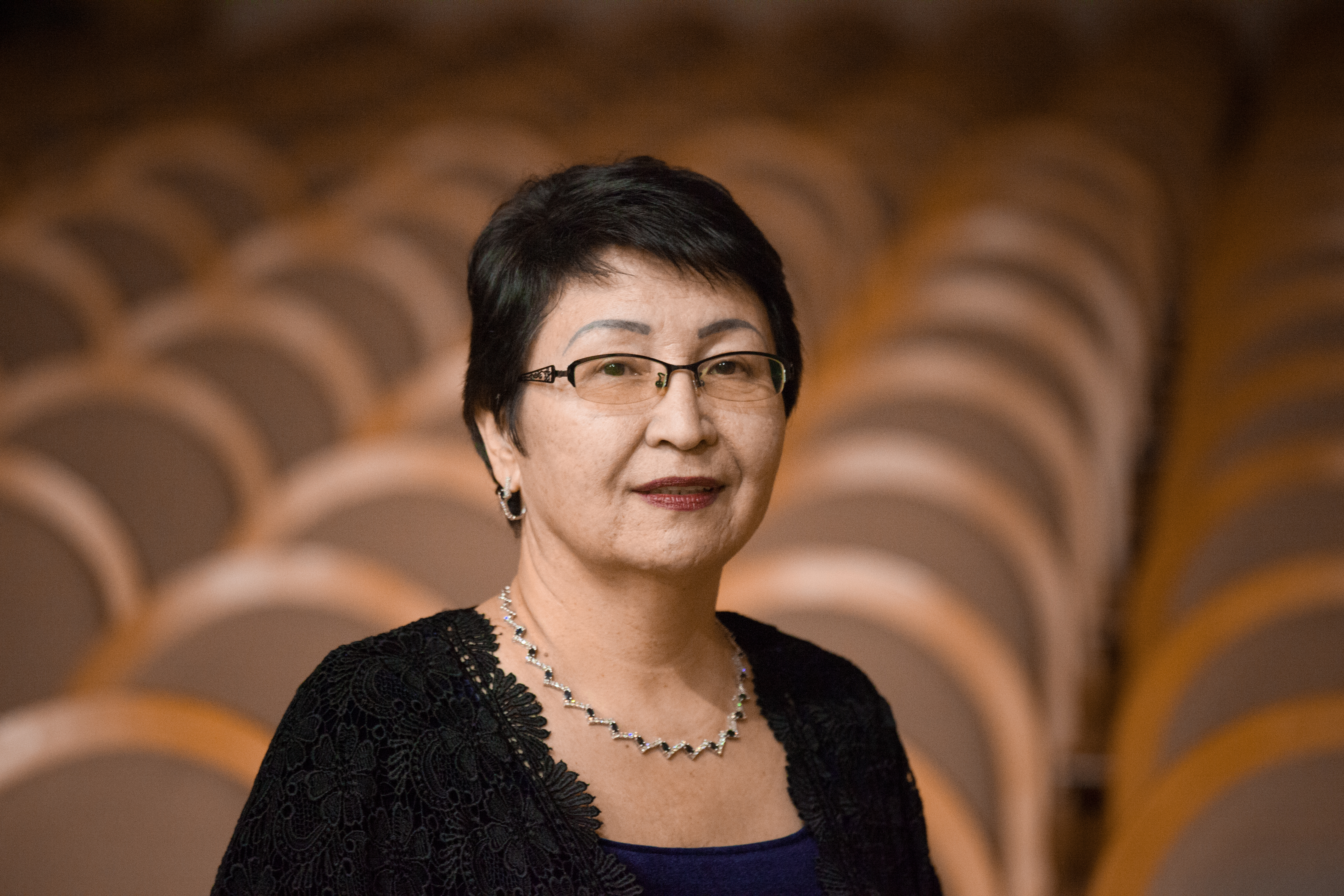
Фото 2010 г.

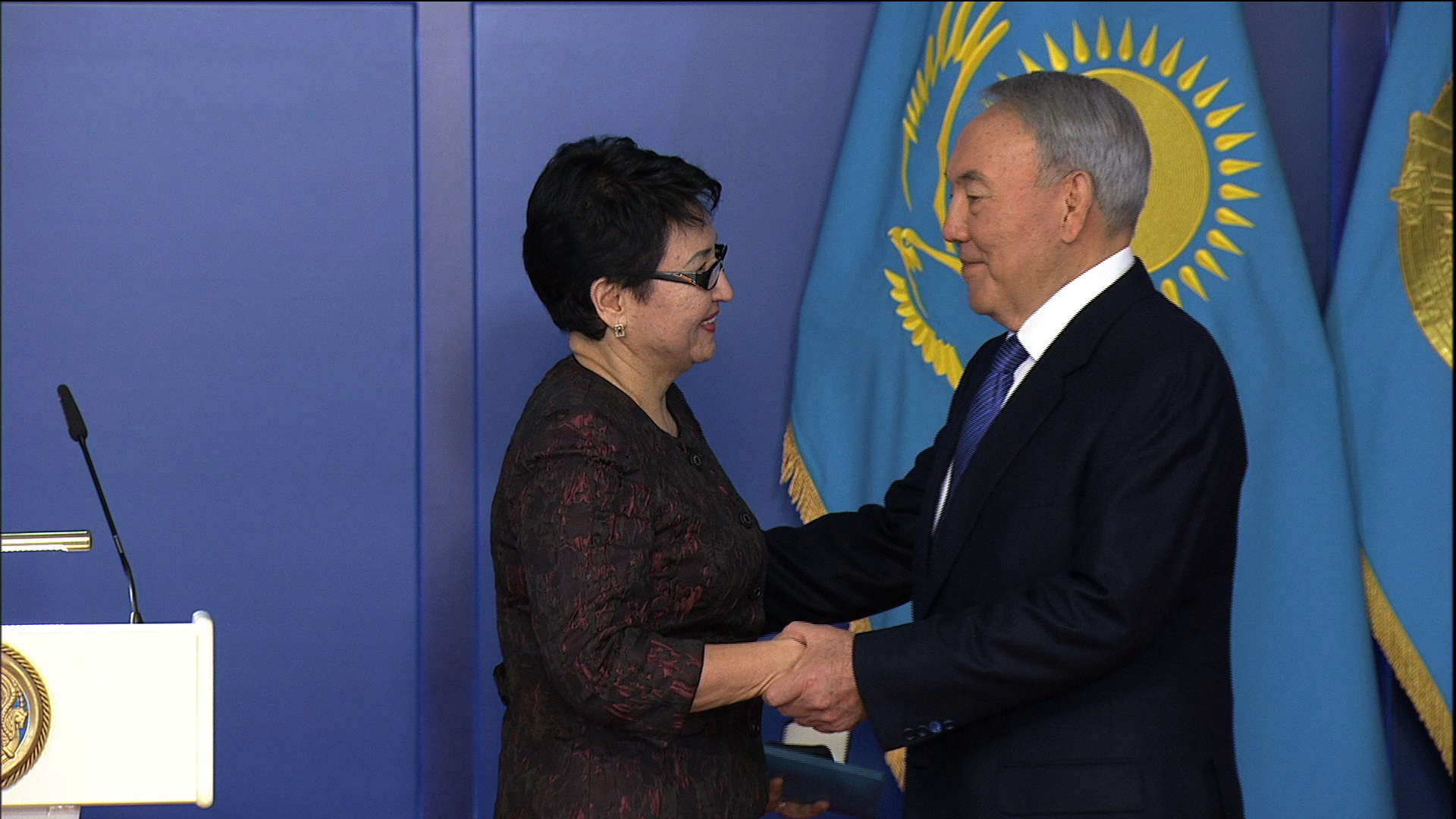
Фото 2015 г.

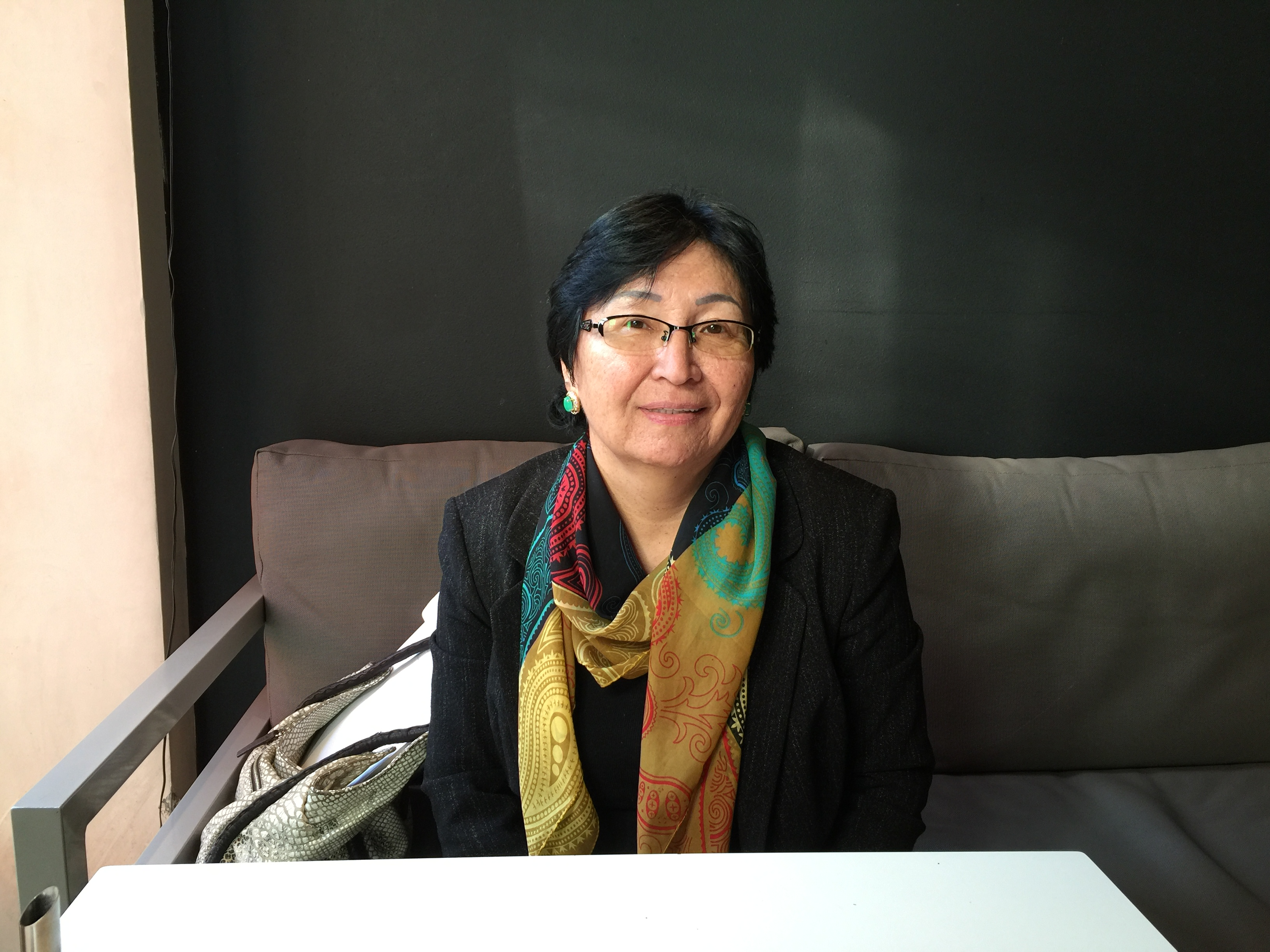
Фото 2015 г.

Балнур Балгабеккызы Кыдырбек (каз. Балнұр Балғабекқызы Қыдырбек) — композитор, лауреат Государственной премии Республики Казахстан. Председатель союза композиторов Казахстана. Она сочинила 50 песен

## Биография
Родилась в Алма-Ате 13 июня 1955 года. Дочь писателя Балгабека Кыдырбекулы.
С 1962 по 1973 год училась в Республиканской средней специальной музыкальной школе имени К. Байсеитовой, с 1973 по 1978 — в Алматинской государственной консерватории им. Курмангазы в классе профессора К.Кужамьярова. Там же проходила ассистентуру-стажировку (1978—1980).
После окончания консерватории — консультант, старший консультант Союза композиторов Казахстана (1978—1992); старший, ведущий научный эксперт ВАК РК (1992—1997). С февраля 1997 г. — президент Ассоциации композиторов Казахстана.
С сентября 2000 по ноябрь 2002 г. — зам. председателя Народно-патриотического движения «Менш Казахстаным».
Первой из казахстанских композиторов начала писать музыку в жанре духового оркестра.
«Праздничная увертюра», «Траурный кюй», дивертисмент «Поединок» вошли в репертуар многих духовых оркестров и исполнялись на всём пространстве бывшего Советского Союза.
В 1987 году за произведения для оркестра духовых инструментов удостоена звания лауреата премии им. А.Александрова.
Написала симфонические поэмы «Бекболат», «Resisting the Fate», «Ерлік» и др., подготовила две концертные программы для оркестра казахских народных инструментов. Также работает в области камерного и эстрадного оркестров. Сочинение «Почему у ласточки хвост рожками» стало первым казахским национальным детским балетом. Балет «Наурыз мейрам хикаясы», написанный на тему знаменитой казахской сказки, получил Гран-При конкурса «Астана-Бәйтерек».
Автор оперы-балета «Қалқаман-Мамыр» по одноимённой поэме Шакарима. В основу действия положены реальные события, происходившие в XVI веке в роду Тобықты. 19 января 2007 года состоялась премьера на сцене НТОБ им. К.Байсеитовой.
Её «Реквием» является первым казахстанским сочинением в этом жанре. Он основан на идеях единства, мира и духовного согласия, толерантности разных религий и вероисповеданий. Каноны жанра (католическая месса) в целом соблюдены. Но имеют место и православный знаменный напев, буддийский хор, произведение открывает исламская молитва «Кулху-Алла», а завершает его сакская молитва II века д.э. (тенгрианство) на казахском языке с апофеозом «Дай, Тенгри, благоденствие Казахстану, казахскому народу!». Другая идея сочинения — преемственность поколений, связь времён, высокие идеалы служения своему народу. На примере шести поколений одной семьи показано, как на протяжении 250 лет передаётся великая идея независимости народа.
Член Союза журналистов Казахстана. Кандидат филологических наук (тема диссертации: «История и современность в творчестве Б. Кыдырбекулы», 1997).

## Награды
- 1986 — Медаль «За трудовое отличие» (СССР);
- 1987 — Серебреная медаль имени Александровна (СССР);
- 2008 — Юбилейная медаль «10 лет Астане»;
- 2014 — Государственная премия Республики Казахстан за «Реквием»; (награда вручена из рук президента);[1]
- 2018 — Юбилейная медаль «20 лет Астане»;
- 2020 — Указом президента РК от 3 декабря 2020 года награждена орденом «Курмет»;[2]
- 2023 — Медаль «Ветеран труда Казахстана» (19 октября);
- 2025 — Указом президента РК от 12 июня 2025 года награждена орденом «Парасат» — за значительный вклад в развитие культуры и музыкального искусства и в связи с 70-летием со дня рождения.;

### Основные произведения
- Опера-балет «Қалқаман-Мамыр»;
- «Реквием»
- Детский балет «Қарлығаштың құйрығы неге айыр»;
- Балет «Наурыз мейрам хикаясы»;
- Мюзикл «Жанұран»;
- Концерт для трубы с оркестром в 3 частях;

### Симфонические поэмы
- «Бекболат»,
- «Күйші»,
- «1932 жыл»,
- «Resisting the Fate»,
- «Ерлік»,
- «Пять симфонических кюев»;
- «Мұрат»;

### Кантаты
- «Қазақтан жастары»,
- «Қожаберген жырау батасы»;

### Увертюры
- «Замандасқа арнау»,
- «Мерекелік»,
- «Алтай-Атырау арасы»,
- «Жастық»,
- «Көк байрағым, желбіре»;

### Оркестровые кюи
- «Мән баласы Майқы би»,
- «Қырғызкүй»,
- «Бөрілі менің байрағым»,
- «Ұяғаржан, жердің салқын-ай»,
- «Серіктес»,
- «Балғабек»,
- «Омар сарыны»,
- «Оспан әуендері»,
- «Серік»,
- «Жаннат»,
- «Сұңқарды торғай тепкен күн»,
- «Керімсал»;

### Эстрадные пьесы
- «Хафиза»,
- «Бақытжан»,
- «Казахстанский час»,
- «Баянқол»,
- «Тың тынысы»,
- «Ақтайлақ»,
- «Серікбай»,
- «Благодарность оркестру»,
- «Көңілді күн»;

### Дивертисменты для оркестра духовых инструментов
- «Инаугурация»,
- «Траурный кюй»,
- «Поединок Шапырашты Наурызбай батыра с Каскеленом»,
- «Айтыс юноши и девушки»,
- «Романс и скерцо»,
- «Балуан Шолақ маршы»;

### Дивертисменты для камерного оркестра
- «Балғын»,
- «Ақтау сарыны»,
- «Ғасырлыр үндесуі»,
- «Өрен»,
- «Өрлеу»,
- «Түркі академиялық музикнің атасы»,
- «Дешті Қыпшақ»,
- «Гаухар-күй»;
- Камерные сочинения;
- Песни;
- Музыка кино и театра;
- Сочинения для детей и юношества;
- Обработки казахских народных песен;